# Linea 9 (metropolitana di Osaka)
La Linea 9 della metropolitana di Osaka (大阪市営地下鉄9号線?, Ōsaka Shiei Chikatetsu Kyū-gō-sen) è una linea proposta, ma non ancora finanziata che collegherebbe le preesistenti stazioni di Suminoekōen a Suminoe-ku e di Kire-Uriwari a Hirano-ku all'interno della città di Osaka. Il nome provvisorio della linea è "Shikitsu-Nagayoshi" (敷津長吉線?).

## Overview
Delle 9 linee inizialmente previste a Osaka, questa è l'unica che non è ancora stata realizzata. Se costruita, sarebbe la seconda linea a passare completamente esterna alla linea Circolare di Ōsaka.
Il tracciato della linea 9 si sviluppa nella zona sud di Osaka (e precisamente nei quartieri di Suminoe-ku, Sumiyoshi-ku, Higashisumiyoshi-ku e Hirano-ku). I collegamenti est-ovest di questa zona della città sono infatti al momento lunghi e sconvenienti; anche con l'autobus, per percorrere una distanza anche breve, sono necessari diversi cambi. Per questo motivo i residenti di quest'area attendono la realizzazione della linea.
A parte il percorso in linea di massima, non sono ancora state definite le posizioni esatte delle fermate o la tipologia del percorso. Si è proposto di estendere la Linea Nankō Port Town, il people mover che collega la zona portuale, ma probabilmente la linea diventerà una metropolitana leggera che passerà in sotterraneo, forse dotata di un motore lineare, come le linee Nagahori Tsurumi-ryokuchi e Imazatosuji.

## Prospettive di realizzazione
Nel decimo rapporto del comitato del trasporto pubblico nel 1989, la linea era inserita come "percorso da tenersi in considerazione per future realizzazioni" (今後整備を検討すべき路線?), ma non fra le "nuove linee in prospettiva di medio o lungo termine da costruire" (中長期的に望まれる鉄道ネットワークを構成する新たな路線?) del comitato del trasporto regionale del Kinki del 2004.
Con le attuali condizioni economiche che gravano i bilanci del comune di Osaka, nonché dell'ufficio del trasporto pubblico municipale, neppure l'estensione della Linea Imazatosuji è iniziata. Con questa premessa, è improbabile che la linea 9 venga realizzata in tempi brevi.

## Collegamenti previsti
- Stazione di Suminoekōen: Linea Yotsubashi e Linea Nankō Port Town
- Stazione di Nagai: Linea Midōsuji, JR Linea Hanwa
- Stazione di Yuzato Rokuchōme (nome provvisorio): Linea Imazatosuji (estensione prevista)
- Stazione di  Kire-Uriwari: Linea Tanimachi

La linea passerebbe anche sotto le linee Nankai e Kōya delle Ferrovie Nankai, le Tranvie Hankai e la linea Minami-Osaka delle Ferrovie Kintetsu, ma queste non hanno al momento alcuna stazione che permetterebbe un interscambio con la nuova linea.